# 约旦君主列表
以下是約旦君主的歷年名單。

## 哈希姆王朝
| 在位时间                    | 稱號：外约旦埃米尔       | 生卒      |
| 1921年4月11日-1946年5月25日 | 阿卜杜拉·伊本·侯赛因     | 1882-1951 |
| 在位时间                    | 稱號：约旦哈希姆王国国王 | 生卒      |
| 1946年5月25日-1951年7月20日 | 阿卜杜拉·伊本·侯赛因     | 1882-1951 |
| 1951年7月20日-1952年8月11日 | 塔拉勒·伊本·阿卜杜拉     | 1909-1972 |
| 1952年8月11日-1999年2月7日  | 侯赛因·本·塔拉勒         | 1935-1999 |
| 1999年2月7日至今            | 阿卜杜拉·伊本·侯赛因     | 1962-     |